# Wadi al-Far'a
Wadi al-Far'a (àrab: وادي الفارعة, Wādī al-Fārʿa) és una vila palestina de la governació de Tubas al nord-est de Cisjordània, situada a 5 kilòmetres al sud-oest de Tubas. Té una superfície de 12.000 dúnams, dels quals 337 són edificats i 10.500 són per a usos agrícoles. Està sota el control complet de l'Autoritat Nacional Palestina i es troba al costat del camp de refugiats de Far'a. Segons l'Oficina Central Palestina d'Estadístiques, Wadi al-Far'a tenia 2.340 habitants.

## Escriptura del nom
El nom àrab de Wadi al-Far'a s'escriu en els mapes, en els llibres i altres fonts en una àmplia varietat de formes. L'article pot ser escrit com al-, el-, sense guió, o es pot juntar del tot. El nom del wadi es pot lletrejar Far'a, Fa'ra, Far'ah, Fa'rah, Farah, Fari'a, o Fari'ah. Amb diacrítics és Wādī al-Fāri`a.

## Arqueologia
A la vila hi ha els jaciments arqueològics del Neolític de la cultura Qaraoun (Wadi Farah, Shemouniyeh i Wadi Sallah) i Tell el-Far'ah (Nord), la localització de la ciutat hebrea de Tirzah.

## Història
Hom relaciona l'actual Wadi al-Far'a amb Tarza'a i el seu nom actual es deu a la seva ubicació geogràfica, en estar a prop del wadi Far'a. La terra de la vila era propietat dels residents de la propera Talluza que la usaven per al cultiu. En la dècada de 1960, els residents de Talluza van assentar-se a la zona i van establir un poble separat. El 1996, Wadi al-Far'a es va declarar oficialment separat de Talluza i se li va concedir el seu propi. consell de vila sota la governació de Tubas.

## Demografia
En el cens de l'Oficina Central Palestian d'Estadístiques de 1997 Wadi al-Far'a tenia 1,713 habitants. D'ells el 51.3% eren homes i el 49.7% eren dones. En 200 va créixer a 2,341 habitants, un 32.5%. Hi ha sis famílies principals a la vila: al-Janajreh (30%), al-Barahameh (30%), as-Salahat (30%) i els Darawhsheh, Shanableh i Balatya representen el restant 10%.